# N・F・B
株式会社N・F・B（エヌ・エフ・ビー）は、東京都豊島区にオフィスを構える日本の芸能事務所である。
1970年設立のモデルエージェンシーであるナウファッションエージェンシーと、1975年設立の芸能プロダクションであるフライングボックスが2019年7月に合併した。

## 所属モデル
- 田中久美子
- 加藤幸子
- 串田明緒

## 所属俳優・女優・タレント
- 小島聖
- 植田紗々
- 大場みなみ
- 佐藤京
- きばほのか
- 大岩世奈
- チャン・ツィイー（日本国内のマネージメント契約）

## 所属アーティスト
- 小林麻美
- Tomuya

## フライングボックス時代に所属していたアーティスト
- 鷲尾いさ子
- 仲村トオル
- 銀粉蝶
- 真木よう子
- 葉月里緒奈
- 天海祐希